# Isabelle de Monthoiron
Isabelle de Monthoiron, född Chabot, var en fransk hovfunktionär. Hon var Guvernant till Frankrikes barn mellan 1572 och 1578, och som sådan guvernant till kung Karl IX av Frankrikes barn.  Konkret hade hon ansvaret för kungens enda legitima barn Marie Elisabeth av Frankrike (1572-1578). 